# Elio Sgreccia
Elio Sgreccia (Arcevia, 6 juni 1928 - Rome, 5 juni 2019) was een Italiaans geestelijke en een kardinaal van de Rooms-Katholieke Kerk.
Sgreccia werd op 29 juni 1952 priester gewijd in het bisdom Fano. Op 5 november 1992 werd hij benoemd tot secretaris van de Pauselijke Raad voor het Gezin, wat hij zou blijven tot 3 april 1996; hij werd tevens benoemd tot titulair bisschop van Zama Minor. Zijn bisschopswijding vond plaats op 6 januari 1993.
Sgreccia werd op 1 juni 1994 benoemd tot vicepresident van de Pauselijke Academie voor het Leven. Op 3 januari 2005 werd hij benoemd tot president van deze academie.
Sgreccia ging op 17 juni 2008 met emeritaat.
Sgreccia werd tijdens het consistorie van 20 november 2010 kardinaal gecreëerd. Hij kreeg de rang van kardinaal-diaken. Zijn titeldiakonie werd de 'Sant'Angelo in Pescheria. Omdat hij op het moment van creatie ouder was dan 80 jaar was hij niet gerechtigd deel te nemen aan een conclaaf.
In februari 2014 noemde de kardinaal voor Radio Vaticana de net in het Belgische parlement aangenomen verruiming van de euthanasie-regels monsterlijk en wreed: de wet opende de mogelijkheid van euthanasie ook voor wilsbekwame minderjarigen. Vijf jaar eerder pleitte Sgreccia er al eens voor dat de Kerk gebruiksters van de abortuspil RU486, plus de artsen die het voorschrijven en degenen die er reclame voor maken zou excommuniceren. Zijn carrière was vrijwel geheel gewijd aan de bio-ethiek; hij heeft op dit terrein ook veel gepubliceerd.
Sgreccia overleed op de vooravond van zijn 91e verjaardag.
- Biblioteca Nacional de España: XX1120336
- Bibliothèque nationale de France: cb13519890t (data)
- CiNii: DA18414375
- Gemeinsame Normdatei: 11482195X
- International Standard Name Identifier: 0000 0001 1777 3884
- Library of Congress Control Number: n78067901
- Bibliotheek van het Japanse parlement: 001198069
- Nationale Bibliotheek van Tsjechië: xx0163777
- Nationale Bibliotheek van Israël: 987007411155105171
- Nationale Bibliotheek van Polen: a0000002252228
- Nationale en Universitaire bibliotheek Zagreb: 000139308
- Nederlandse Thesaurus van Auteursnamen: 073271233
- Réseau des bibliothèques de Suisse occidentale: 02-A003824668
- Istituto Centrale per il Catalogo Unico: CFIV049223
- Système universitaire de documentation: 05022090X
- Virtual International Authority File: 100899341
- WorldCat: E39PBJxxjYmqXbTkxcvYwkQH4q